# 贝拉布韦
贝拉布韦（INN：Beclabuvir；开发代号：BMS-791325）是一种用于治疗丙型肝炎病毒（HCV）感染的抗病毒药物，已在临床试验中进行研究。2017年2月，百时美施贵宝开始赞助一项后市场试验，将贝拉布韦与阿舒瑞韦和达拉他韦联合使用，以研究该组合在肝功能方面的安全性。2014年2月至2016年11月，对同时感染HIV和HCV的患者进行了阿舒瑞韦/达拉他韦/贝拉布韦复方药的II期临床试验。此外，最近对六项已发表的临床试验进行的元分析显示，无论是否使用利巴韦林、先前是否采用干扰素为基础的治疗、对非肝硬化患者的限制、IL28B基因型或基线耐药相关变异，使用达拉他韦、阿舒瑞韦和贝拉布韦治疗的HCV基因型1感染患者均显示出高响应率。

## 药理学
贝拉布韦充当NS5B（RNA聚合酶）抑制剂。